# Онацька Надія Василівна
Наді́я Васи́лівна Она́цька (Бондаре́нко) (1923—1995) — директорка середньої школи № 173 Києва (1961—1995). Герой Соціалістичної Праці (1978).

## Життєпис
Народилася в багатодітній селянській родині в селі Лісняки Полтавської області (нині в межах міста Яготина Київської області) 9 серпня 1923 року. У березні 1930 року родину розкуркулили й виселили в село Погоріле Талакутської сільради Няндомського району Архангельської області.
З осені 1931 року навчалася в початковій школі, пізніше перейшла до Халмалеївську середню школу. Вступила до Грязовецького педагогічного училища (Вологодська область), де була прийнята до лав ВЛКСМ у 1938 році.
Надія Онацька закінчила педагогічне училище у 1941 році, за направленням влаштувалася вчителем географії та фізкультури у Воронінську неповну середню школу Угонського району Вологодської області. З початку Німецько-радянської війни перейшла працювати до військового госпіталя № 252. У серпні 1942 року призначена завідувачкою Погорельської початкової школи Няндомського району.
Улітку 1945 року разом з матір'ю повернулась на малу батьківщину — до Київської області.
З 1945 по 1953 роки Надія працювала вчителькою у Яготинському районі в Гаркутовській початковій школі, а потім завідувачкою Дворковської початкової школи. Через деякий час вона стала вчителькою російської мови і літератури Лисняковської семирічної школи.
У 1958 році закінчила Київський державний педагогічний інститут імені О. М. Горького на заочній формі навчання.
З 1953 року працювала вчителькою російської мови і літератури, у 1960—1961 роках — заступником директора з навчально-виховної роботи в середній школі № 22 Києва. У 1961 році вона була призначена директоркою нової київської школи № 173 імені В. Я. Чубаря. Решту свого життя вона працювала директоркою цієї школи.
За значні заслуги в навчанні й комуністичному вихованні учнів указом Президії Верховної Ради СРСР від 27 червня 1978 року Надії Онацькій було присвоєно звання Героя Соціалістичної Праці з врученням ордена Леніна і золотої медалі «Серп і Молот».
Надія Онацька також обиралася депутатом Жовтневої районної ради депутатів трудящих міста Києва десять разів, членом Київського міськкому КПРС — вісім разів. Крім того, вона була членом Жовтневого райкому КПРС, Київського міськкому профспілки працівників освіти і науки. Стала делегатом XXV з'їзду Комуністичної партії України в 1975 році, делегатом з'їзду вчителів України 1978 року, Всесоюзного з'їзду вчителів — 1978 р., X Всесоюзного з'їзду профспілки працівників освіти і науки — в 1987 році.
Померла Надія Онацька 10 жовтня 1995 року.

## Нагороди
- Герой Соціалістичної Праці (27.06.1978)
- Орден Леніна (27.06.1978);
- Орден Вітчизняної війни II ступеня (11.03.1985);
- Орден «Знак Пошани»;
- медалі, в тому числі:
  - Медаль «За трудову відзнаку»;
  - Медаль Макаренка
- Відмінник народної освіти Української РСР